# Titus Willem de Tourton Bruijns
Titus Willem de Tourton Bruijns (Teteringen, 15 mei 1898 – Buchenwald, 6 april 1943) was een Nederlands verzetsstrijder in de Tweede Wereldoorlog. In het dagelijks leven was hij inspecteur der Domeinen.
De Tourton Bruijns werd op 2 april 1941 gearresteerd als opzichter van het Legioen Oud-Frontstrijders (LOF). Hij werd overgebracht naar het Oranjehotel in Scheveningen, waar hij ongeveer een jaar in cel 459 en cel 516 heeft gezeten. Vandaar werd hij overgebracht naar Kamp Amersfoort en Duitsland. Hij overleed in Buchenwald.

## Onderscheiden
- Verzetskruis, KB nr 17, 7 mei 1946[3]